# Vida estándar de un vendedor ocasional de leotardos
Vida estándar de un vendedor ocasional de leotardos es una novela del escritor italiano Aldo Busi publicado en español en el 1988. Es el segundo de dos Bildungsroman (novelas de formación) del autor.

## Sinopsis
La vida de Angelo Bazarovi, licenciado en Lenguas por la "Università degli Studi di Verona", se transformó tras el encuentro con el empresario mantuano Celestino Lometto, fabricante de medias. Lometto necesita un traductor para poder vender sus productos en el extranjero y Angelo necesita ganar dinero: ambos empiezan así una serie de viajes por Europa, en los cuales las personalidades opuestas de los dos protagonistas se complementan y terminan fusionándose, creando una especie de monstruo de dos cabezas. Lometto presenta a Angelo a su familia, compuesta por su esposa Edda, originaria de Campania, y por tres hijos, cuyos nombres terminan todos por "-ario" (Ilario, Berengario y Belisario), testimonio de la voluntad de Celestino de crear una nueva «raza superior», que uniera economía y política. Cuando Edda queda embarazada del cuarto hijo, Lometto, que sueña con tener un hijo que sea presidente de los Estados Unidos, decide enviar a su esposa a dar a luz en Nueva York, acompañada de Angelo. Pero cuando, en el momento del parto, se descubre que el hijo tan deseado por Celestino es en realidad una niña, que también tiene síndrome de Down, el empresario ordena a Angelo que la elimine. Bazarovi, que se niega, le da a la niña el nombre Aurora, en tributo al nombre de la perrita del médico jefe de la clínica de Nueva York donde Edda dio a luz. Al regresar a Italia, después de mostrar a Aurora (a quien Angelo llama Giorgina Washington, con intención antifrástica) a un testigo, para evitar que Celestino la mate, se separa de la familia Lometto. Sin embargo, poco después descubrirá que Aurora murió asfixiada con la comida y por falta de ayuda por parte de sus padres y hermanos.

## Ediciones
- Aldo Busi, Vida estándar de un vendedor ocasional de leotardos (Vita standard di un venditore provvisorio di collant), traducción de Alberto Villalba, Barcelona, Península Ediciones, 1988, ISBN 8429727914